# Milena (imię)
Milena lub Milana – żeńskie imię pochodzenia słowiańskiego, używane w językach bułgarskim, czeskim, słowackim, chorwackim, polskim, serbskim i słoweńskim. Zawiera pierwiastek mil oznaczający „miły”. Męskim odpowiednikiem imienia jest Milan.
Milena imieniny obchodzi 24 stycznia, 24 maja, 18 czerwca.
Imię popularne w Polsce i w XXI wieku zyskujące na popularności. W marcu 2001 były zarejestrowane w bazie PESEL 29 783 osoby. Wśród imion nadawanych nowo narodzonym dzieciom w Polsce, Milena w 2009 zajmowała 25. miejsce spośród imion żeńskich. W styczniu 2025, w publicznie dostępnych danych rejestru PESEL, wykazano 77 625 osób o imieniu Milena nadanym jako imię pierwsze. W wersji „Milana” występuje rzadziej: w styczniu 2025 w rejestrze PESEL wykazano 8128 kobiet noszących imię Milana jako imię pierwsze.
Podobne imiona staropolskie: Miłochna, Miłosława.
Odmiany i zdrobnienia imienia Milena: Milka, Mila, Milcia, Milenka, Milunia, Milusia, Mileczka, Lena, Lencia, Lenka.
Formy obcojęzyczne: fr. Mylène, serb. Милена.

## Kobiety o imieniu Milena
- Milena Busquets, hiszpańska pisarka.
- Mylène Demongeot, francuska aktorka.
- Mylène Farmer, francuska piosenkarka.
- Milena Jesenská, czeska dziennikarka.
- Milla Jovovich, amerykańska aktorka pochodzenia serbskiego.
- Milena Rašić, serbska siatkarka.
- Milena Rosner, polska siatkarka.
- Milena Rostkowska-Galant, polska dziennikarka.
- Milena Sadowska, polska modelka.
- Milena Sadurek, polska siatkarka.
- Milena Wójtowicz, polska pisarka.
- Mila Kunis, amerykańska aktorka pochodzenia ukraińskiego.
- Milena Lisiecka, polska aktorka.